# Freetown (Antigua i Barbuda)
Freetown – miasto w Antigui i Barbudzie; na wyspie Antigua (Saint Paul); liczy 616 mieszkańców (2006)